# Język raga
Język raga, także: raga północny, hano – język austronezyjski z grupy języków oceanicznych, używany przez grupę ludności na wyspie Raga (Pentecost), należącej do państwa Vanuatu. Posługuje się nim 7500 osób (2017).
Różnice dialektalne są nieznaczne. Dialekt nggasai (kasai) nie jest już używany (ostatni jego użytkownik zmarł w 1999). Znaczna grupa osób posługujących się tym językiem zamieszkuje inne wyspy Vanuatu. Jego użytkownicy są obecni również w południowej części Maewo.
Opisano jego słownictwo. W piśmie stosuje się alfabet łaciński. Jest używany w edukacji. 